# Mandato da Sociedade das Nações
Um Mandato da Sociedade das Nações, também conhecido como Mandato da Liga das Nações, foi um estatuto legal para certos territórios transferidos do controle de um país para outro após a Primeira Guerra Mundial, ou os instrumentos legais que continham os termos acordados internacionalmente para administrar o território em nome da Sociedade das Nações (Liga das Nações). Estes eram da natureza de um tratado e de uma constituição, que continha tratados minoritários com cláusulas de direitos minoritários que previam os direitos de petição e adjudicação pelo Tribunal Internacional.
O fim da Primeira Guerra Mundial saldou-se na derrota da Alemanha e do Império Otomano. Os membros da Sociedade das Nações entendiam que os territórios na Ásia e na África administrados por estas antigas potências não estavam ainda em condição de passar à fase de territórios independentes, tendo por isso dividido esses territórios entre os membros da Sociedade. Teoricamente pretendia-se preparar estes territórios para a independência (todos os anos os países mandatários deveriam apresentar as medidas que tomavam nos territórios nesse sentido), mas na prática continuaram a funcionar como colónias.

## Base
O sistema de mandato foi estabelecido pelo Artigo 22 da Convenção da Liga das Nações, redigido pelos vencedores da Primeira Guerra Mundial. O artigo se referia aos territórios que após a guerra não eram mais governados por seu soberano anterior, mas seus povos não eram considerados "capazes de se sustentar sob as condições extenuantes do mundo moderno". O artigo pedia que a tutela desses povos fosse "confiada a nações avançadas que, por causa de seus recursos, sua experiência ou posição geográfica, podem assumir melhor essa responsabilidade".

## Tipos de mandatos

### Mandatos de Classe A
Este tipo de mandato era constituído pelas antigas províncias turcas da Palestina, Líbano, Síria e Iraque. O Iraque e a Palestina foram atribuídos ao Reino Unido, enquanto que a Síria e o Líbano à França. Em 16 de setembro de 1922, com o consentimento da Liga das Nações, o Reino Unido dividiu o território do Mandato Britânico da Palestina em duas áreas administrativas: Palestina e Transjordânia.
Os territórios incluídos nesta classe eram completamente independentes no ano de 1949. O Iraque constitui-se em reino independente em 1932; o Líbano tornou-se independente em 1943; a Transjordânia em 1946 (mais tarde transformada em Jordânia) e a Síria em 1946. O Mandato Britânico da Palestina foi dividido pelas Nações Unidas em dois estados, o de Israel (que se declarou independente em 1948) e outro que seria reservados aos árabes palestinianos (e que até hoje não se concretizou).

### Mandatos de Classe B
Consistiam nos antigos territórios alemães na África. O Tanganica (actualmente pertencente à Tanzânia) foi atribuído ao Reino Unido e o Ruanda-Urundi (hoje Rwanda e o Burundi) à Bélgica. A Togolândia (Togo) e os Camarões divididos entre a França e o Reino Unido.

### Mandatos de Classe C
Nos mandatos de Classe C entendeu-se que seria mais conveniente integrar antigos territórios controlados pela Alemanha no território de membros da Sociedade das Nações, devido à baixa densidade populacional destes.
A colónia alemã do Sudoeste Africano (actual Namíbia) foi colocada sob a administração da África do Sul, a Samoa Ocidental sob administração da Nova Zelândia e a Nova Guiné Alemã e Nauru sob administração da Austrália (este último território em cooperação com o Reino Unido e a Nova Zelândia). Um pequeno grupo de ilhas no Pacífico foi atribuído ao Japão.

## Localização geográfica dos mandatos

### Médio Oriente e África
1. Mandato Francês da Síria
2. Mandato Francês do Líbano
3. Mandato Britânico da Palestina

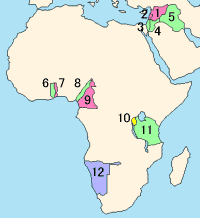
Mandatos no Médio Oriente e África

4. Mandato Britânico da Transjordânia
5. Mandato Britânico da Mesopotâmia (Iraque)
6. Togolândia britânica
7. Togolândia francesa
8. Camarões Britânicos
9. Camarões francês
10. Ruanda-Urundi
11. Território de Tanganica
12. Sudoeste Africano

### Pacífico

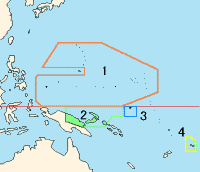
Mandatos no Pacífico

1. Mandato japonês sobre as ilhas do Pacífico
2. Mandato australiano da Nova Guiné
3. Mandato australiano de Nauru
4. Mandato da Nova Zelândia sobre a Samoa Ocidental